# 御笠郡
- 令制国一覧 > 西海道 > 筑前国 > 御笠郡
- 日本 > 九州地方 > 福岡県 > 御笠郡

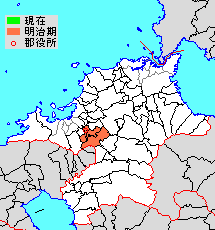
福岡県御笠郡の位置

御笠郡（みかさぐん）は、福岡県（筑前国）にあった郡。

## 郡域
1878年（明治11年）に行政区画として発足した当時の郡域は、下記の区域にあたる。
- 大野城市の大部分（概ね雑餉隈町・栄町・錦町を除く[1]）
- 太宰府市・筑紫野市の全域

## 歴史

### 古代

#### 式内社
『延喜式』神名帳に記される郡内の式内社。
| 神名帳             | 神名帳   | 神名帳 | 神名帳 | 比定社   | 比定社                                                          | 比定社 | 集成 |
| 社名               | 読み     | 格     | 付記   | 社名     | 所在地                                                          | 備考   | 集成 |
| ------------------ | -------- | ------ | ------ | -------- | --------------------------------------------------------------- | ------ | ---- |
| 御笠郡 2座（並大） |          |        |        |          |                                                                 |        |      |
| 筑紫神社           | チクシ   | 名神大 |        | 筑紫神社 | 福岡県筑紫野市原田                                              |        |      |
| 竃門神社           | カマトノ | 名神大 |        | 竈門神社 | 上宮：福岡県太宰府市北谷（宝満山山頂） 下宮：福岡県太宰府市内山 |        |      |
| 凡例を表示         |          |        |        |          |                                                                 |        |      |

### 近世以降の沿革
- 明治初年時点では全域が筑前福岡藩領であった。「旧高旧領取調帳」に記載されている明治初年時点での村は以下の通り。（57村）

国分村、観世音寺村、仲島村、上大利村、下大利村、中村、白木原村、乙金村、宰府村、山田村、畑詰村、筒井村、牛頸村、二日市村、通古賀村、水城村、瓦田村、紫村、片野村、坂本村、針摺村、石崎村、俗明院村、武蔵村、永岡村、平等寺村、原田村、山口村、萩原村、大佐野村、古賀村、立明寺村、杉塚村、吉松村、常松村、築紫村、上古賀村、向佐野村、塔原村、天山村、西小田村、柚須原村、北谷村、原村、内山村、大石村、香園村、牛島村、本道寺村、岡田村、下見村、山家村、隈村、吉木村、阿志岐村、若江村、諸田村
- 明治4年7月14日（1871年8月29日） - 廃藩置県により福岡県の管轄となる。
- 明治11年（1878年）11月1日 - 郡区町村編制法の福岡県での施行により、行政区画としての御笠郡が発足。「御笠席田那珂郡役所」が大野村雑餉隈に設置され、席田郡・那珂郡とともに管轄。
- 明治12年（1879年） - 明治14年までの間に宰府村が改称して太宰府村となる。

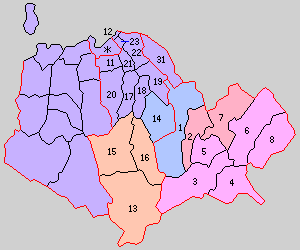
1.大野村 2.水城村 3.山口村 4.筑紫村 5.二日市村 6.御笠村 7.太宰府村 8.山家村（紫：福岡市 桃：筑紫野市 青：大野城市 赤：太宰府市 11 - 23は那珂郡 31は席田郡）

- 明治22年（1889年）4月1日 - 町村制の施行により、以下の各村が発足。（8村）
  - 大野村 ← 筒井村、山田村、中村、乙金村、瓦田村、白木原村、仲島村、畑詰村、牛頸村、上大利村、下大利村、那珂郡井相田村［字雑餉隈］（現・大野城市）
  - 水城村 ← 水城村、国分村、坂本村、観世音寺村、通古賀村、片野村、吉松村、向佐野村、大佐野村（現・太宰府市）
  - 山口村 ← 平等寺村、山口村、萩原村、古賀村、立明寺村、俗明院村、針摺村、石崎村（現・筑紫野市）
  - 筑紫村 ← 筑紫村、原田村、若江村、隈村、西小田村、下見村、岡田村、常松村、諸田村、永岡村（現・筑紫野市）
  - 二日市村 ← 二日市村、紫村、武蔵村、塔原村、杉塚村、上古賀村（現・筑紫野市）
  - 御笠村 ← 吉木村、原村、大石村、本道寺村、香園村、柚須原村、阿志岐村、天山村、牛島村（現・筑紫野市）
  - 太宰府村 ← 太宰府村、北谷村、内山村（現・太宰府市）
  - 山家村（単独村制。現・筑紫野市）
- 明治25年（1892年）9月13日 - 太宰府村が町制施行して太宰府町となる。（1町7村）
- 明治28年（1895年）8月27日 - 二日市村が町制施行して二日市町となる。（2町6村）
- 明治29年（1896年）4月1日 - 郡制の施行のため、「御笠席田那珂郡役所」の管轄区域をもって筑紫郡が発足。同日御笠郡廃止。

## 行政
御笠・席田・那珂郡長
| 代 | 氏名 | 就任年月日                | 退任年月日                | 備考                                   |
| -- | ---- | ------------------------- | ------------------------- | -------------------------------------- |
| 1  |      | 明治11年（1878年）11月1日 |                           |                                        |
|    |      |                           | 明治29年（1896年）3月31日 | 席田郡・那珂郡との合併により御笠郡廃止 |